# Lee Jong-suk
Dans ce nom coréen, le nom de famille, Lee, précède le nom personnel.
Pour les articles homonymes, voir Lee.
Lee Jong-suk (hangeul : 이종석) est un acteur et mannequin sud-coréen, né le 14 septembre 1989 à Yongin.
En 2005, il débute en tant que mannequin pour les défilés, le plus jeune top modèle masculin du programme « Seoul Collection » pour la semaine de la mode de Séoul. Il a joué dans de nombreux dramas à succès tels que Secret Garden, School 2013, W…

## Biographie

### Jeunesse et formation
Lee Jong-suk naît à Yongin. Dans les années 2010, il se spécialise dans le cinéma et l'art professionnel à l'université de Konkuk, dont il sort diplômé en 2016.

### Carrière

#### 2005-2010: Ses débuts
En 2005, à seize ans, Lee Jong-suk commence sa carrière de mannequin sur la Seoul Collection Walkway, faisant de lui le plus jeune mannequin masculin à faire ses débuts dans le programme Seoul Collection de la Séoul Fashion Week. Depuis lors, il a participé à plusieurs défilés de mode. Pour ses débuts, il signe dans une agence et est membre d'un groupe d'idoles pendant trois mois. Cependant, il démissionne après que l'agence a rompu la promesse de le faire devenir acteur.
Au collège, il participe à une sélection d'acteurs sur la chaîne de télévision SBS.
En 2010, il débute dans la série télévisée sud-coréenne Prosecutor Princess. Il fait ses débuts au grand écran dans le film d'horreur Ghost.

#### 2011-2013: popularité croissante
En 2011, Lee Jong-suk commence à être reconnu après son rôle dans le drama à succès Secret Garden, dans lequel il incarne un jeune chanteur non-connu qui sera reconnu par un autre chanteur qui lui est connu. Il est apparu dans la troisième saison de la sitcom MBC High Kick, où il a gagné en popularité.
En 2012, il joue le rôle principal dans le film R2B: Return to Base, un remake libre du film Top Gun, acclamé par la critique de 1986[source secondaire souhaitée].

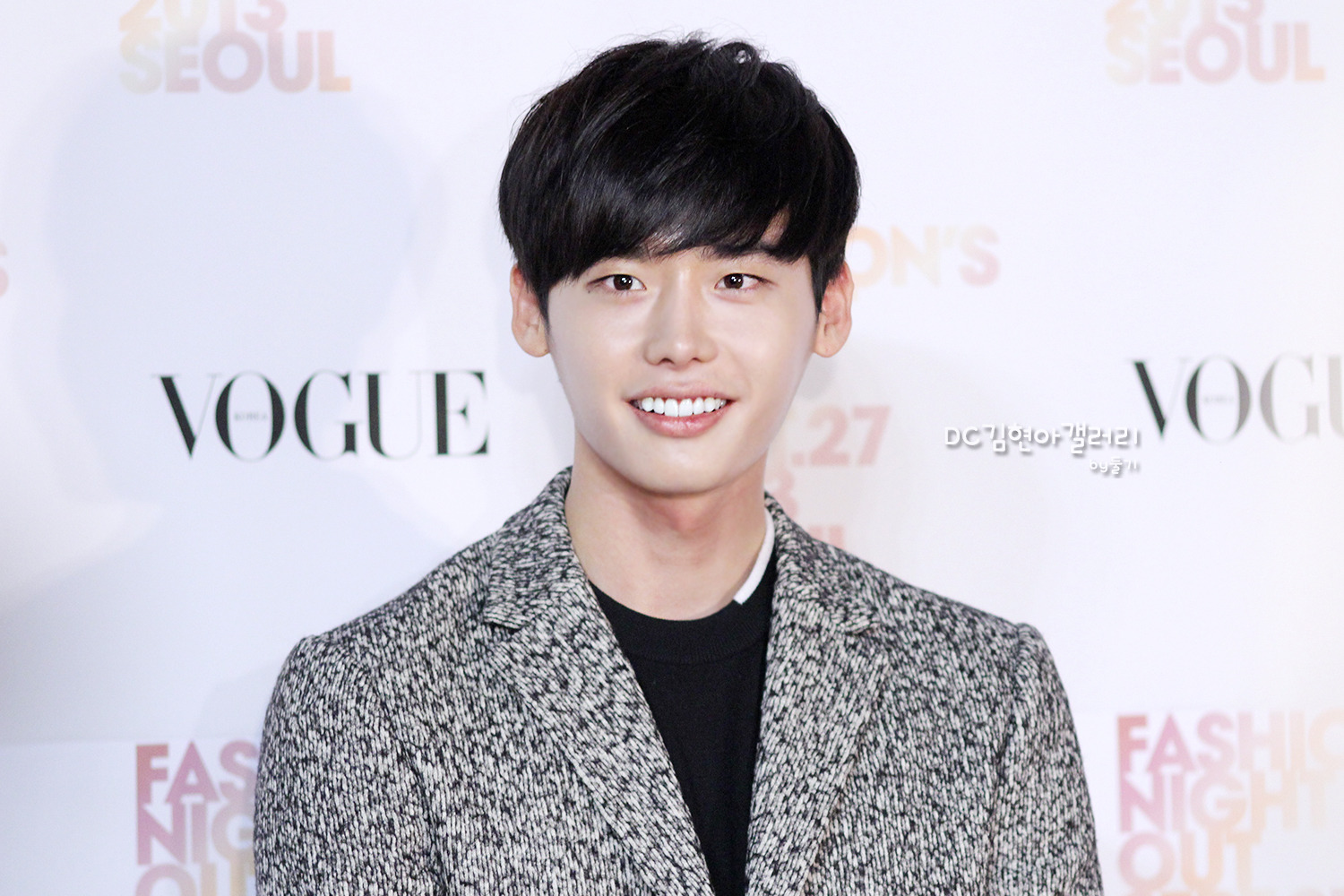
En pleine Vogue Fashion's Night Out, en septembre 2013.

Le rôle qui le fait connaître du public est celui d'un lycéen dans le drama pour adolescents School 2013[source secondaire souhaitée]. Il reçoit son premier prix d'acteur pour le rôle aux KBS Drama Awards 2012 dans la catégorie Meilleur nouvel acteur. Il se classe cinquième[Quoi ?] selon une enquête intitulée « Actors Who Lit Up 2013 », réalisée par Gallup Korea.
Après le succès de School 2013, il joue dans la série dramatique I Can Hear Your Voice, avec Lee Bo-young. Il interprète Park Soo-ha, un jeune homme intelligent qui sait lire dans les pensées. Initialement prévu pour seize épisodes, le drama a prolongé de deux épisodes en raison de ses côtes réussies[Quoi ?]. Il reçoit le prix d'excellence dans la catégorie masculine aux Korea Drama Awards pour son interprétation. Il joue ensuite dans le film sportif No Breathing, ainsi qu’un rôle de premier plan dans le film Gwansang.

#### 2014-2015: Popularité croissante en Chine
En 2014, Lee Jong-suk joue dans la comédie romantique pour adolescents Hot Young Bloods, dans laquelle il incarne le coureur de jupons. Il joue également dans le drame médical Dr Stranger, dans lequel il joue le rôle d'un transfuge nord-coréen qui travaille comme médecin en Corée du Sud. Le drama est un succès en Chine, avec quatre cent millions de spectateurs.
Il apparaît dans Pinocchio, aux côtés de l'actrice Park Shin-hye. Dans cette série, il interprète le protagoniste Choi Dal-po, un journaliste de première année dans une entreprise de radiodiffusion, qui lutte avec l'idée de justice et de vérité dans un monde où tout le monde veut cacher les faits. Pinocchio a été un autre succès, avec un chiffre d'affaires déclaré de 6,2 milliards de won (autrement dit, 5,62 millions de dollars) de droits de diffusion en un an seulement.
Ses représentations dans les dramas Doctor Stranger et Pinocchio lui valent des éloges, notamment le Male Top Excellence Award au 8e Korea Drama Awards. Il devient le plus jeune acteur à remporter le prix du meilleur acteur aux 27e Grimae Awards, choisis par les cinéastes de la télévision.
En raison de son succès en Chine, une figure de cire à son effigie a été installée au musée Madame Tussauds de Hong Kong, que l'acteur dévoile lors d'une cérémonie.
Il tourne son premier drama chinois intitulé Jade Lovers (2019), aux côtés de l'actrice Zheng Shuang. Tourné à Shanghai, il décrit comme une série de romans fantastiques se déroulant dans les années 1930.
Il publie un album photo intitulé Asia Tour Story With, comprenant des photos prises lors de sa rencontre avec les fans dans sept villes asiatiques au cours d'une tournée de neuf mois.

#### De 2016 à aujourd'hui: Nouvelle agence et succès continu
En décembre 2015, Lee Jong-suk quitte son ancienne agence Wellmade Yedang. Il signe un contrat d'exclusivité avec YG Entertainment le 10 mai 2016.

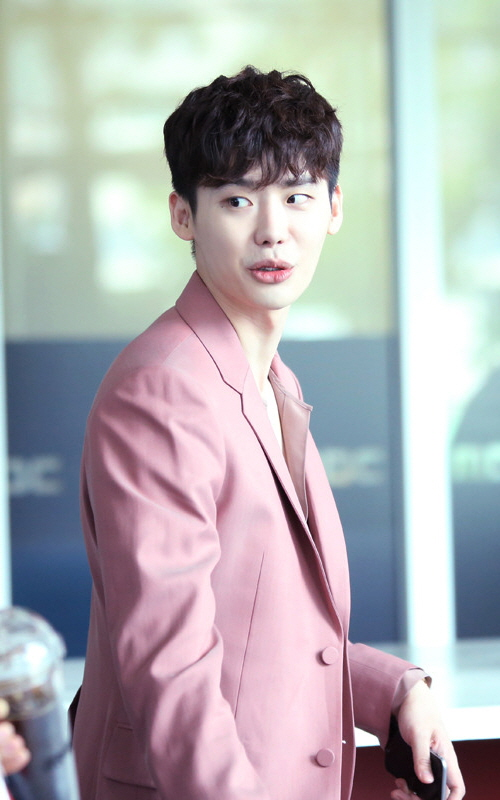
En pleine conférence de presse, en août 2016.

En juillet 2016, il revient sur le petit écran coréen avec le thriller fantastique W de MBC aux côtés de Han Hyo-joo. Le drama domine les palmarès de popularité en Corée et Lee Jong-suk remporte le Daesang (Grand prix) des MBC Drama Awards en fin d'année. La même année, il joue dans le drama Web promotionnel First Seven Kisses (en) pour Lotte Duty Free.
En 2017, il joue dans le film policier VIP, marquant ainsi son premier rôle en tant que méchant. Il joue ensuite dans le drame surnaturel et procédural While You Were Sleeping aux côtés de Bae Suzy en septembre.
En juillet de la même année, il est nommé ambassadeur de bonne volonté pour le tourisme coréen par l'Office du tourisme coréen. L'organisation diffuse des vidéos promotionnelles mettant en vedette l'acteur, intitulées Huit épisodes de Corée, axées sur des sites touristiques dans dix régions différentes, notamment Séoul, Gyeonggi, Gangwon, Jeju et Gyeongju.
En 2018, il est sélectionné pour le drama de trois épisodes Hymn of Death, un remake du film Death Song de 1991. Il signe avec la nouvelle agence de gestion YNK Entertainment une fois que son contrat avec YG Entertainment prend fin, mais y met un terme cinq mois plus tard.
En 2019, il joue dans sa première comédie dramatique romantique Romance Is a Bonus Book (en) aux côtés de Lee Na-young. À la suite du tournage du drama, le 8 mars, il s'enrôle dans l'armée pour effectuer son service militaire pour une durée de deux ans.
En 2022, il signe avec l'agence HighZium Studio.

#### Vie privée
Dispatch révèle en décembre 2022 qu’il est en couple depuis 4 mois avec l'actrice et chanteuse IU (Lee Ji-eun). Information confirmée par son agence HighZium Studio ainsi que par celle de IU, Edam Entertainment.

## Filmographie

### Films
- 2005 : Sympathy de[Qui ?] : Lee Han-sol
- 2010 : Ghost (귀) de Hong Dongmyung, Jo Eun-Kyung, Kim-Jho Gwang-soo et Yeo Myung-jun : Baek Hyeon-wook
- 2012 : As One (코리아) de Moon Hyeon-seong : Choi Kyeong-seop
- 2012 : R2B: Return to Base (알투비: 리턴투베이스) de Kim Dong-won : le premier Lieutenant Ji Seok-hyeon
- 2013 : Gwansang (관상) de Han Jae-rim : Kim Jin-hyeong
- 2013 : No Breathing (노브레싱) de Jo Yong-sun : Jeong Woo-sang
- 2014 : Hot Young Bloods (피끓는 청춘) de Lee Yeon-woo : Kang Joong-gil
- 2017 : V.I.P. (브이아이피) de Park Hoon-jung : Kim Gwang-il
- 2022 : Decibel (데시벨) de Hwang In-ho

### Séries télévisées
- 2009 : Dream (드림) de Baek Soo-chan : l’étudiant
- 2010 : Prosecutor Princess (검사 프린세스) de Jin Hyeok : Lee Woo-hyeon
- 2010 : Secret Garden (시크릿 가든) de Kim Eun-sook : Han Tae-sun
- 2011 : High Kick: Revenge of the Short Legged (하이킥! : 짧은 다리의 역습) : Ahn Jong-seok
- 2012 : My Prettiest Moments (내가 가장 예뻤을때) de Baek Sang-hoon : Yoon Jeong-hyeok
- 2012 : School 2013 (학교 2013) de Lee Min-hong et Lee Eung-bok : Go Nam-soon
- 2013 : I Can Hear Your Voice (너의 목소리가 들려) de Jo Soo-won : Park Soo-ha
- 2013 : Potato Star 2013QR3 (감자별 2013QR3) de Kim Byung-wook : Jong-suk
- 2014 : Doctor Stranger (닥터 이방인) de Jin Hyeok et Hong Jong-chan : Park Hoon
- 2014-2015 : Pinocchio (피노키오) de Jo Soo-won et Shin Seung-woo : Choi Dal-po / Ki Ha-myung
- 2016 : W (더블유) de Jung Dae-yoon : Kang Chul
- 2016 : Gogh, The Starry Night (고호의 별이 빛나는 밤에) de Lee So-jin : Song Dae-ki
- 2016 : Weightlifting Fairy Kim Bok-joo (역도요정 김복주) de Oh Hyun-jong : Jong-suk
- 2017 : While You Were Sleeping (당신이 잠든 사이에) de Oh Choong-hwan : Jung Jae-chan
- 2018 : The Hymn of Death (사의 찬미) de Park Soo-jin : Kim Woo-jin
- 2019 : Romance is a Bonus Book (로맨스는 별책부록) de Lee Jeong-hyo : Cha Eun-ho
- 2019 : Jade Lovers (비취연인) de Jin Hyeok : Bai Luohan
- 2022 : Big Mouth (빅마우스) de Jang Young-chul et Jung Kyung-soon: Park Chang-Ho
- 2025 : Law and the city (série) de Park Seung : Ahn Ju Hyeong

### Web-série
- 2016 : First Seven Kisses (첫키스만 일곱번째) de Jung Jung-hwa : Lee Jong-suk (deux épisodes

## Défilés
- Habenormal (2008-2009)
- Seoul Fashion Artists Association collection (stylistes : Kim, Kyu Sik ; 2007-2008)
- Spris Show (2007-2008)
- Seoul Fashion Artists Association (stylistes : Park Jong Chul, XESS, BON, Park Hae Rin, Kim Kyu Sik, Kwak HyunJoo, Hong Eun Joo...etc. ; 2007-2008)
- The 23rd Korea Best Dresser Kim Young Sae Show (2007)
- Levi's Show (2007)
- Seoul Fashion Artists Association (stylistes : Jang Kwang Hyo, Park Jong Chul, Lee Joo Young, Sohn Joo Young, BON, Han Seung Soo...etc. ; 2007)
- Seoul Fashion Artists Association (stylistes : Jang Kwang Hyo, Lee Jin Young ; 2006)
- Seoul Collection (styliste : Lee Jin Young ; 2005)
- Kwangjoo Designer's Biennale (styliste : Jang Kwang Hyo ; 2005)

## Anecdotes
Depuis novembre 2013, Lee Jong Suk prête sa voix pour aider les personnes aveugles à également profiter des histoires[source secondaire souhaitée].
Il a rencontré l'actrice Park Shin Hye en 2012 quand ils étaient des modèles pour la marque Jambangee. Pendant le tournage du drama Pinocchio lui et Park Shin Hye ont montré une très belle amitié[style à revoir].
Le 10 mai 2016, il signe un contrat avec YG Entertainment.